# カール・フリードリヒ・ガウス

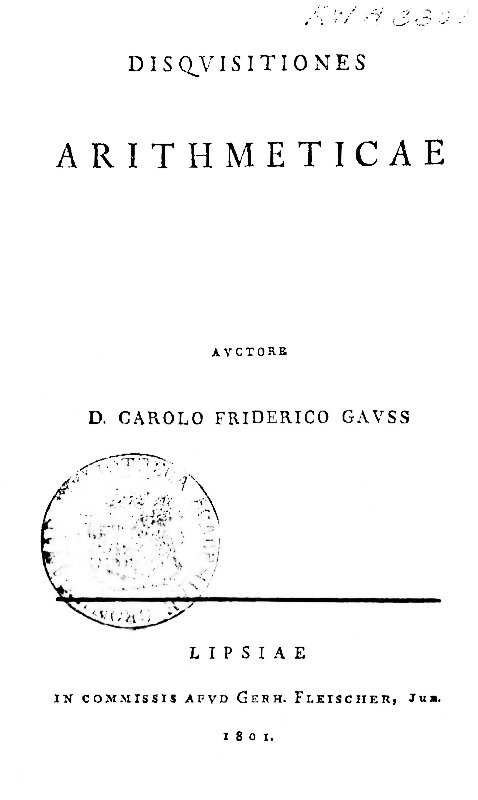
Disquisitiones Arithmeticae のタイトルページ

ヨハン・カール・フリードリヒ・ガウス（[ɡaʊs]; ドイツ語: Johann Carl Friedrich Gauß  listen、ラテン語: Carolus Fridericus Gauss、1777年4月30日 - 1855年2月23日）は、ドイツの数学者・天文学者・物理学者。彼の研究は広範囲に及んでおり、特に近代数学のほとんどの分野に影響を与えたと考えられている。数学の各分野、さらには電磁気など物理学にも、彼の名が付いた法則、手法等が数多く存在する（→ガウスにちなんで名づけられたものの一覧）。19世紀最大の数学者の一人であり、アルキメデス、ニュートンと並んで最も偉大な数学者の一人に称されている。

## 略歴と業績
- 1777年 - ブラウンシュヴァイクに生まれる。
- 1792年 - 素数定理の成立を予想。
- 1795年 - 最小二乗法発見。
- 1796年 - 平方剰余の相互法則の証明。コンパスと定規のみで正十七角形を作図できることを証明。
- 1799年 - 代数学の基本定理の証明。
- 1801年 - 『整数論の研究』出版　複素数表記、現代整数の表記導入。
- 1801年 - 円周等分多項式の研究。
- 1807年 - ゲッティンゲンの天文台長になり、以後40年同職につく。
- 1809年 - 『天体運行論』出版　最小二乗法を用いたデータ補正、正規分布。
- 1811年 - 複素積分、ガウス平面（複素数平面）ベッセルへの手紙。
- 1827年 - 『曲面の研究』（羅: Disquisitiones generales circa superficies curvas）出版、微分幾何学を創始。
- 1855年 - ゲッティンゲンで死去。

### 生い立ちと幼年期

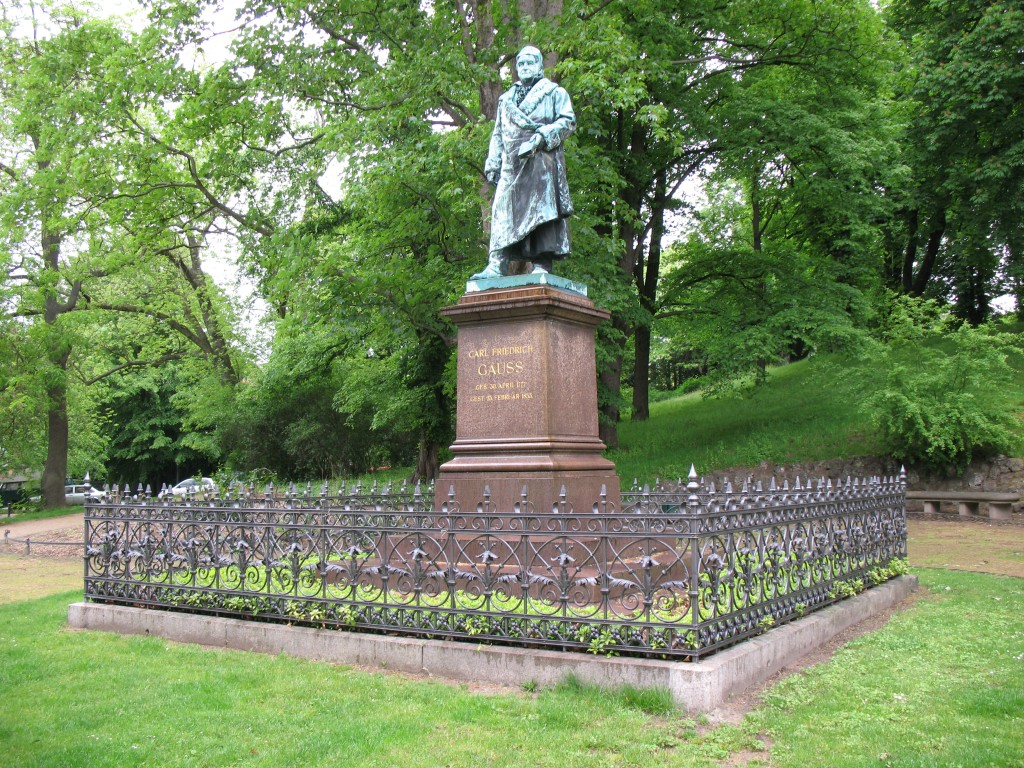
生誕地ブラウンシュヴァイクに建てられている記念碑

ガウスはブラウンシュヴァイクで、煉瓦職人の親方であった父親と、慎ましい母親の下に生まれた。両親ともに学問とは全く無縁の家庭環境で育ったにもかかわらず、彼は子供の頃から並み外れた神童ぶりを発揮していたと言われ、下記のような小学校時代の逸話が伝わっている。
ガウスが7歳の時、算数の授業で教師が「1から100までの数字すべてを足せ」という問題を出し、生徒たちが問題を解くには相当な時間がかかるだろうと考えていたが、ガウスはわずか数秒で「5050」という解答を導きだし、教師を驚かせた。1から100までの数字を足していくと、1＋100=101、2+99=101、…、50+51=101で、101の集まりが50個できるため、101×50=5050になるとガウスは計算したのだ。この逸話が事実であれば、ガウスは等差級数の和の公式をわずか7歳で独自に発見していたことになる。なおこの逸話についてはBellの"Men of Mathematics"（『数学を作った人びと』）にあるように81297 + 81495 + 81693 + ... + 100899だったという説もあるがBellの創作なのではないかと疑われている面もあり、色々な説がある。
実際、算数の教師は彼の才能を見るにつけ、このような天才に自分が教えられることは何もないと語ったという。教師はガウスの父親に、ガウスに数学を勉強させるように何度も説得したという。そしてガウスは多才であったため、音楽や言語学にも興味を持ち、将来何になるかを迷っていたという。また1792年頃、15歳当時の彼は、一日15分ずつの予備の時間を当てて1000個ずつの自然数にそれぞれいくつの素数が現れるかを調べ、その次第に減っていく様子から、約100年後に証明されることになる素数定理を予想した。
ガウスは言葉を満足に話せるようになる前から、誰から学ぶこともなく計算ができたといわれている。彼がまだ3歳になるかならないかの頃、父親が職人達に支払う給料の計算をしていた時、彼は父親の計算が間違っていることを傍から指摘した。父親が驚いて計算をやり直したところ、息子が指摘した通りであったという。また酒樽の体積を求めるにはそれをスライスした面の面積を調べて積み重ねればよい、という積分の概念にも自力で到達していた。7歳になるとガウスは地元の小学校に入った。ここでビュットナー校長によって算数を習うものの、すでにガウスは習得済みであった。このため、校長は自費でより高級な算術の教科書をハンブルクから取り寄せたが、すぐに読み終えてしまった。ここで校長は「これ以上教えられることはない」と述べたようである。そこで校長は、助手であるヨハン・バルテルスにガウスを任せることにした。ガウスとバルテルスは共に学び、教科書を改良したり、新しい概念を生み出すようになった。バルテルスはブラウンシュヴァイク＝ヴォルフェンビュッテル公フェルディナントの知人であり、1791年にガウスは彼に謁見して援助を受けられるようになった。この経済的支援によって進学し、1795年にゲッティンゲン大学に行くことができた。その後、1798年にはブラウンシュヴァイク＝ヴォルフェンビュッテル侯領にあったヘルムシュテット大学へと移り、1807年に再びゲッティンゲンに移るまでここで過ごした。
大学では、ハンガリー貴族であるボーヤイ・ファルカシュ（独語表記：ファルカシュ・ヴォルフガング・ボヤイ）と友人になった。ボヤイがガウスの家を訪ねた際、ガウスの母はボヤイへ息子は優秀かと尋ね、ボヤイがガウスはヨーロッパ一の数学者になるでしょうと答えると、母は泣き崩れたという。

### 思想とおもな業績
ガウスは奨学金を得て大学に進み、数々の重要な発見を行った。彼は、古代ギリシアの数学者達に起源を持つ定規とコンパスによる正多角形の作図問題に正確な必要十分条件を与え、正17角形が作図できることを発見した（1796年3月30日）。作図できる正素数角形は古来から知られていた正三角形と正五角形のみだと考えられていたのでこの発見は当時の数学界に衝撃を与えた。作図できる正多角形の種類が増えたのは約二千年ぶりのことであった。彼はこの結果を非常に喜び、この成果である正17角形を墓標に刻むように申し入れた（結局、これは実現されなかったが、彼の記念碑には正17角形が刻まれている）。また、この発見の日より、数学的発見を記述したガウス日記を付け始め、また自分の将来の進路を数学者とすることに決めたといわれる。学位論文で彼は代数学の基本定理を最初に証明した。後に彼はこの問題に対して3つの異なる証明を行い、複素数の重要性を決定付けた。
ガウスの最も偉大な貢献は数論の分野である。この分野だけが、その全貌ではないにしろガウスの研究が体系的にまとめられて出版された。それが1801年に発表した Disquisitiones Arithmeticae であり、そのほとんどのページが二、三元の二次形式の研究に当てられている。この本は、数の合同の記号を導入し合同算術の明確な表現を与え、平方剰余の相互法則の初の完全な証明などが与えられている。自然数の素数による一意分解の定理が明確に言明され、証明されたのもこの本が最初であった。また今日でいうところの円分体の理論が記述されているほか、素数定理に対する予想が述べられている。しかしこの本は、トップ数学者からの評価は発行当初から非常に高かったものの、あまりにも時代を抜きん出た難解な著作であり、その上出版社の問題から発行部数が相当低かったこともあって、実際には当時理解できるものは限られていた。結局それがようやく大勢に理解されるようになるのは、約50年後にそれを詳しく解読し講義したディリクレの時代になってからである。
ガウスは発表はしなかったが、解析学の分野でも時代を先んじた研究を行っていた。当時はまだ複素数が完全なる市民権を得ておらず、できれば使用を避けたいという風潮のあった時代であった。そのため、ガウスは代数学の基本定理を証明した学位論文では誤解を避けるために虚数を表に出さず、多項式が実数の範囲内で1次または2次の因数に分解されるとした。そのような時代にあっても、早くから虚数への偏見から完全に自由であったガウスは複素数の世界に深く分け入り、数多の美しい結果を得た。まず1797年から始まる楕円関数の最初の研究、レムニスケート関数の発見である。そして1800年には一般楕円関数を発見し、その理論を展開した。楕円関数の発見が世の中に最初に公表されたのは 1828年のクレレ誌上のニールス・アーベルの論文によってであるから、ガウスがいかに時代を先んじていたかが分かる。また同じ1800年頃、モジュラー関数を発見してその理論を組み立てたが、それはデーデキントの同種の仕事に先立つこと50年であった。一方、関数論は1825年のコーシーの虚数積分の論文に端を発し、その後30年を掛けて対象としての解析関数の認知にまで発展したが、ガウスには1811年にはすでに、後に「コーシーの積分定理」として知られる事柄を確実に把握し、使いこなしていた。すでに1790年代の中頃からガウス平面上で物事を考えていたガウスの眼には二重周期関数の存在は自明で、三角関数の拡張を目指して楕円積分の逆関数を考え、その結果 「楕円関数」を得たのもごく自然の動きであり、また複素積分での積分路の役割を考えてコーシーの積分定理の内容に逢着したのもこれまたごく自然であろう。
ガウスは、そうした成果の全てを発表しなかったが、彼がそのように、自身の成果を発表せずにいたのにはいくつかの要因があると思われる。
1. ガウスにとっては研究で美しい結果を得ることが最大の報酬であり、他人の認知を必要としなかった。
2. 世間の無理解、誤解によって生ずる論争の煩わしさを嫌った。実際、ガウスは非ユークリッド幾何学の可能性についての自身の考えが世に漏れることに極めて慎重であった。
3. 当時の成果発表手段の乏しさ。その頃は今のように論文原稿を送るべき学会誌や論文雑誌は存在せず、成果発表は主として自家印刷の小冊子や単行本によった（しばらくして学士院や大学の紀要も）。実際、ガウスの整数論は単行本として発表された。そしてアーベルの「代数方程式に関する論（五次の一般的な方程式を解くことの不可能の証明）」は自家印刷の粗末な小冊子として出されて、その時は世間に認知されずに終わった。アーベルのこの論文や楕円関数論が世間に認知されたのは1826年に論文雑誌「クレレ誌」が創刊され、それに寄稿しての話である。このような時代にあってガウスは解析学の大著述を計画するが、研究が進展して考察の範囲がとめどもなく拡大していき完結の機会を逸し、また測量学の実地での測量や膨大な数値計算、天文観測などで多忙であったこと、ナポレオンによるヨーロッパの政治混乱による経済的困窮などにより、ついに世に出ることがなかったという。

1809年にガウスは Theoria motus（『天体運行論』）の中で彼の主要な研究であった最小二乗法の振る舞いについて記す。これは現在の科学ではほぼすべての分野で観測等の誤差を含むデータから推定値を求める際の計算法として用いられている。また、誤差の分布に対してある程度の仮定を設けることで正規分布が導かれることや、正規分布に基づいて最小二乗法による推定の良さ（今日の最尤推定）が導かれることなどを証明した。これについての論文は1805年にアドリアン＝マリ・ルジャンドルが発表していたが、ガウスはこの理論に1795年には到達していた（ただし、これがルジャンドルとの先取権を巡るいざこざの原因となり、面倒を嫌うガウスの秘密主義を招いたとも言われる）。
ガウスは1791年以降、1806年にブラウンシュバイク公爵が死去するまで彼に援助されて研究生活をしていた。支援は潤沢で生活に困ってはおらず、ガウス自身も公爵には強い感謝の念を持っていたが、数学そのものがそれほど世の中の役に立つとは考えていなかった。そのため、彼自身は天文学者になることを願うようになり、1801年に発見後行方不明になっていたケレスの軌道決定の功績が認められて1807年にゲッティンゲンの天文台長になった。そこでも測定用機材の開発（ガウス式レンズの設計）、楕円関数の惑星の摂動運動への応用、力学に於ける最小作用の法則の定式化の一つである「ガウスの最小拘束の原理」など、数々の発見を行っている。
1818年にハノーファー王国の測量をする測定装置のために、後に大きな影響を与えた正規分布についての研究を始めた。これは測量結果の誤差に関する興味からである。またこのときの測量成果の取りまとめに当たり考案した、等角写像による地球楕円体表面から平面への地図投影法はガウス・クリューゲル図法として今日においても世界各国で活用されている。
測量への興味から曲面論を創始し、後のリーマン幾何学に影響を与えた。1827年に『曲面の研究』（羅: Disquisitiones generales circa superficies curvas）を出版し、曲面の面積と対応する単位球面の面積の無限小比として意味付けられる曲率（今日ではガウス曲率と呼ばれる）が、曲面の内在的量にのみ依存することを示し、ラテン語で Theorema Egregium（直訳：卓越した定理）と呼んだ。この定理は、微分幾何学においてガウスの基本定理、あるいは単にガウスの定理とも呼ばれる。
ガウスは非ユークリッド幾何学の一つである双曲幾何学の発見者でもある。しかしそれに関する発表は一切行わなかった。友人であるファルカス・ヴォルフガング・ボヤイはユークリッド幾何学以外の公理を発見しようと多くの年月を費やしたが失敗した。ボヤイの息子であるヤーノシュ・ボヤイは1820年代に双曲幾何学を再発見し1832年に結果を発表した。これについてガウスは「書かなくて良くなった」と発言している。この後、物理学の分野でこれが現実の世界にどれだけ妥当しているのかを計測しようと試みている。
また地球磁気の研究に関連して、フーリエ級数展開の高速な計算方法を開発し、データ数が2の冪乗の場合についてを論文に記述しているが、これは後の電子計算機の時代に FFT として定式化（が再発見）された方法と本質的には同じものである。(コメント：ガウスのこの論文は周期的な振る舞いをするデータに対する三角級数による補間法の高速な計算法であり，1805年の10月から11月頃に書かれていて、天文観測からの彗星の軌道計算用に使われたものであると推定されている。またデータ数は2の冪乗の場合に限定されておらず、Cooley-Turkeyと同じく一般的な場合についての記述がされている。)
また1831年には物理学教授のヴィルヘルム・ヴェーバーとの共著を行い、電磁気学について多くの回答を与えた。ガウスの定理・ガウスの法則・ガウス（磁束密度の単位）・ガウス単位系は彼の名に因む。電気でのキルヒホッフの法則に当たるものを発見し、電信装置を作り上げた。これは1873年のウィーン万国博覧会に展示された。なお、モールスはこの話を旅行中の船上で人から聞き、思索の末に電信符号を発明した。ガウスとウェーバーの電信機は、電流計の針の振れ角の大きさで通信をするアナログ方式であったが、モールス符号はデジタル方式である。またモールスは英文に対して符号長が平均的に短くなるように印刷所の活字の割合を参考として符号の割り当てを決めてもいる。
また、ガウスは液体の表面張力や毛細管現象などについての研究も発表している。ガウスの研究の志向はその時代に自然哲学の巨星であったニュートンやオイラーが為した業績をさらに前進させるといったものが多かったように思われる。
彼は数学の教授になったことはなく、教師となることも嫌ったが、リヒャルト・デーデキントやベルンハルト・リーマンなど彼の弟子達は、彼の僚友で後継者としてユダヤ人初の正教授となったモーリッツ・アブラハム・シュテルンにも才能を引き出され、偉大な数学者となった。

### 人柄と私生活
ガウスは信心深く、保守的な人物だった。君主制を支持し、フランス革命の際にはナポレオンと対立した。彼は他の数学者と一緒に何かをすることはほとんどなく、あまり人と打ち解けることのない厳粛な人だったと多くの人が伝えている。言語に優れ数カ国語を操ることができたため外国の新聞から情報を入手でき、また統計学的な知識もあったため、投資に成功して安定した財産を築くことができた。
私生活では、ヨハンナ・オストホフ（Johanna Osthoff, 1780年 - 1809年）と1805年に結婚した。彼はヨハンナを精神的な意味も込めて溺愛しており、幸せな結婚生活を送ったものの、ヨハンナは1809年に若くして亡くなり、さらにそれを追うように次男ルイスも夭逝した。彼女の死は彼の精神に大きなショックを与え、以後完全に回復することはなかった。ルイスの死後すぐに、フリーデリカ・ヴィルヘルミーネ・ヴァルトエック（Friederica Wilhelmine Waldeck, 愛称ミンナ:Minna）と再婚したものの、この結婚から得られた幸せは希薄なものだったようである。ガウスはヨハンナの面影が忘れられず、再婚相手のミンナへの手紙にもそのことを書く始末であった。ミンナも1831年に長い病気の末に亡くなり、その後は娘のテレーズ (Therese) が身の回りの世話をしていた。また、ガウスは母親とも1817年から彼女の亡くなる1839年まで一緒に住んでいた。
子供は2人の妻に3人ずつ、合計6人もうけた。ヨハンナとの間の子供は、ヨゼフ（Joseph, 1806年 - 1873年）、ヴィルヘルミーナ（Wilhelmina, 愛称はやはりミンナ, 1808年 - 1846年）、ルイス（Louis, 1809年 - 1810年）である。なかでもヴィルヘルミーナの才能はガウスに近いものがあったと言われているが、彼女も若くして亡くなってしまう。ミンナ・ヴァルトエックとの間の子供はオイゲネ（Eugene, 1811年 - 1896年）、ヴィルヘルム（Wilhelm, 1813年 - 1879年）、テレーズ（Therese, 1816年 - 1864年）がいる。オイゲネは1832年頃父の元を離れてアメリカ合衆国ミズーリ州のセント・チャールズに移住した。しばらく後にヴィルヘルムもミズーリ州に渡り、農業を始め、後にセントルイスで靴のビジネスで成功した。テレーズは結婚した後もガウスの面倒を見て家に留まった。

### 晩年と墓所
ガウスはゲッティンゲンで1855年に亡くなり、Albanifriedhofの墓所に埋葬された。1989年から2001年にユーロ紙幣となるまで、彼の肖像と正規分布曲線が10マルク紙幣に印刷されていた。
生涯彼の弟子であったG・ワルドー・ダニングトンはガウスの伝記 『カール・フリードリヒ・ガウス: 科学の巨人』 など、多くの著作を残した。

## ガウスの名が付いた法則、記号、単位等
- ガウス引力定数 - かつて天文単位などの基礎となってきた定義定数。2012年より天文定数表から除外。
- ガウシア (小惑星) - 小惑星番号1001番の小惑星。ケレスの軌道決定の功績を称えて命名された[注釈 5]。
- ガウス（磁束密度の単位）
- ガウス関数
- ガウス積分
- ガウス記号
- ガウス曲率
- ガウス・クリューゲル図法
- ガウス格子（英語版）
- ガウス＝ザイデル法
- ガウス写像
- ガウス整数
- ガウス単位系
- ガウスの求積法
- ガウスの光学系（英語版）
- ガウスの消去法
- ガウスの超幾何級数
- ガウスの発散定理
- ガウスの微分方程式
- ガウスの法則
- ガウスの補間法
- ガウス分布
- ガウス・ボネの定理
- ガウス平面
- ガウス・マニン接続（英語版）
- ガウス＝ルジャンドルのアルゴリズム
- ガウス和

## 記念事物・賞
1989年から2001年まで使われた10ドイツマルク紙幣にはガウスの肖像画がガウス分布の図、式とともに描かれていた。
2002年、国際数学連合とドイツ数学会はガウスの事跡を記念してガウス賞を創設した。

## 著作
- 東北帝国大学 編『ポテンチヤル論』愛知敬一・大久保準三 訳、丸善〈科学名著集 第4冊〉、1914年。NDLJP:950351/3。
- 東北帝国大学 編『地磁氣論』山田幸五郎 訳、丸善〈科学名著集 第4冊〉、1914年。NDLJP:950351/49。
- ガウス 等 著、東北帝国大学 編『幾何光学論文集〈第1、第2〉』山田幸五郎 訳、丸善〈科学名著集 第8,9冊〉、1918-1919。NDLJP:950355。
- Disquisitiones Arithmeticae（『ガウス整数論』高瀬正仁 訳、朝倉書店〈数学史叢書〉、1995年6月20日。ISBN 4-254-11457-5。）
- 『誤差論』飛田武幸・石川耕春 訳、紀伊國屋書店出版部、2011年5月（原著1981年5月）。ISBN 978-4-314-01082-5。
- 『ガウス　数論論文集』高瀬正仁 訳、筑摩書房〈ちくま学芸文庫 カ-33-1〉、2012年7月10日。ISBN 978-4-480-09474-2。
- 『ガウスの《数学日記》』高瀬正仁 訳・解説、日本評論社、2013年8月30日。ISBN 978-4-535-78584-7。